# Lewis Neal
Lewis Ryan Neal (Leicester, 14 luglio 1981) è un allenatore di calcio ed ex calciatore inglese, di ruolo centrocampista.

## Carriera
Vanta 88 partite di Football League Championship, seconda divisione del calcio inglese.